# Oligodon churahensis
Oligodon churahensis ist eine Art der Eigentlichen Nattern innerhalb der Familie Nattern. Die Erstbeschreibung erfolgte erst 2021, nachdem der indische Herpetologe Zeeshan A. Mirza in dem sozialen Netzwerk Instagram Bilder eines Exemplars gesehen und Nachforschungen angestoßen hatte. Oligodon churahensis ist nahe mit der Art Oligodon arnensis verwandt, weist aber zu dieser deutliche genetische Unterschiede auf. Wahrscheinlich handelt es sich bei Oligodon arnensis um einen Artenkomplex, dem noch weitere Kryptospezies angehören.

## Merkmale

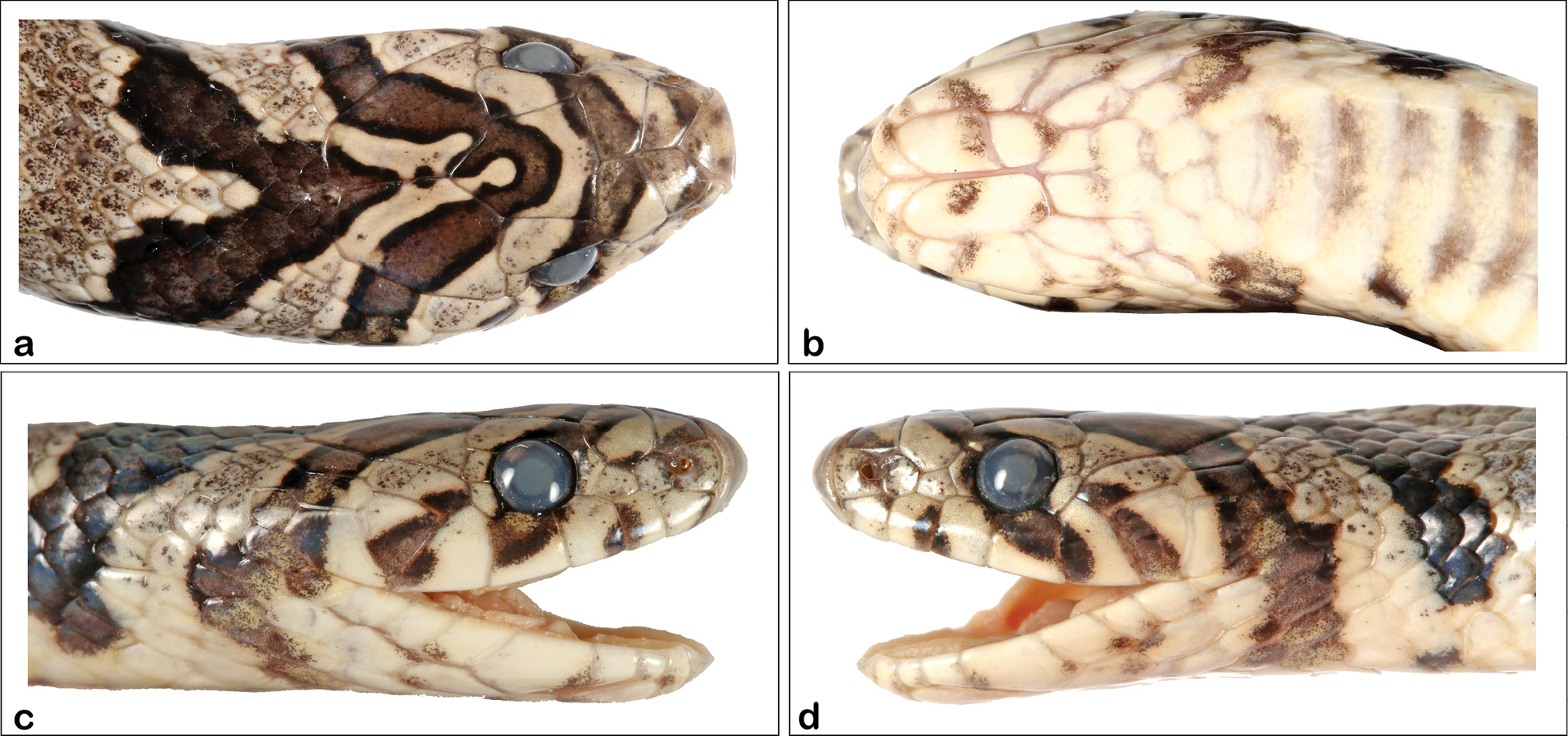
Holotyp, Kopfschuppen: dorsal (a), ventral (b), lateral rechts (c) und lateral links (d)

Oligodon churahensis gehört mit einer Gesamtlänge von etwa 275 mm zu den mittelgroßen Arten der Gattung Oligodon. Gaumenzähne sind nicht vorhanden und auch das Flügelbein weist keine Bezahnung auf. Der Hemipenis ist gegabelt und vollständig mit Stacheln besetzt.

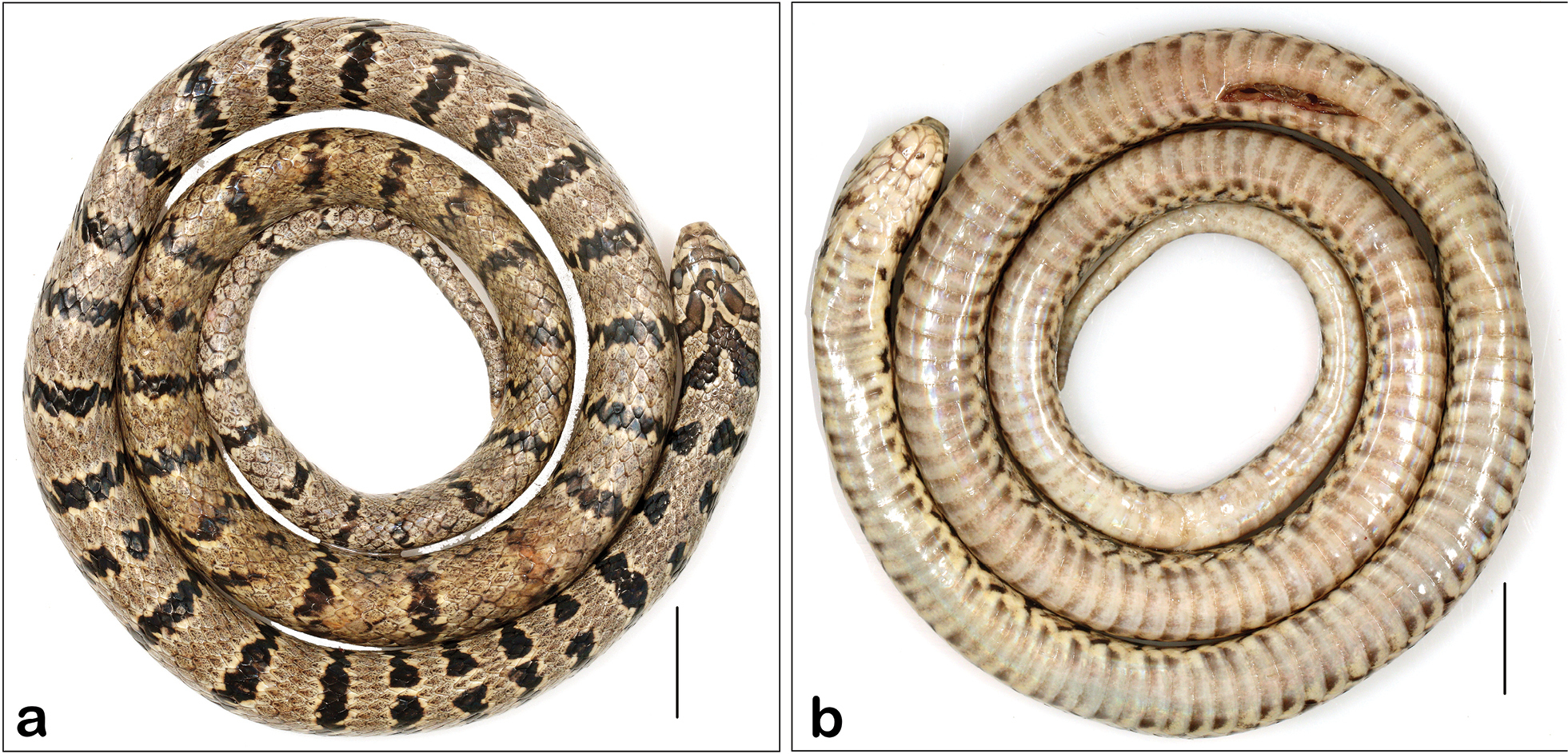
Holotyp, Körperschuppen und Zeichnung dorsal (links) und ventral

Die Beschuppung und die Zeichnung sind die wichtigsten morphologischen Kriterien für die Unterscheidung von den anderen Arten der Gattung. Die Körperschuppen sind in der Körpermitte in Querreihen zu jeweils 17 Schuppen angeordnet. Es bestehen sieben Oberlippenschilde (Supralabialia), von denen das dritte und vierte bis an das Auge heranreichen. Eine Loreale ist vorhanden. Bäuchlings befinden sich 170 bis 175 Ventralia, dahinter 46 bis 47 Subcaudalia.
Die Rückenzeichnung besteht aus 48 bis 54 schwarzen Querstreifen, die eine Breite von einer bis zwei Schuppen und gelbe Ränder haben. Die Bauchschuppen sind weiß mit einem braunen Rand, der an den seitlichen Enden in jeweils einen dunklen Fleck übergeht.

## Vorkommen und Lebensraum

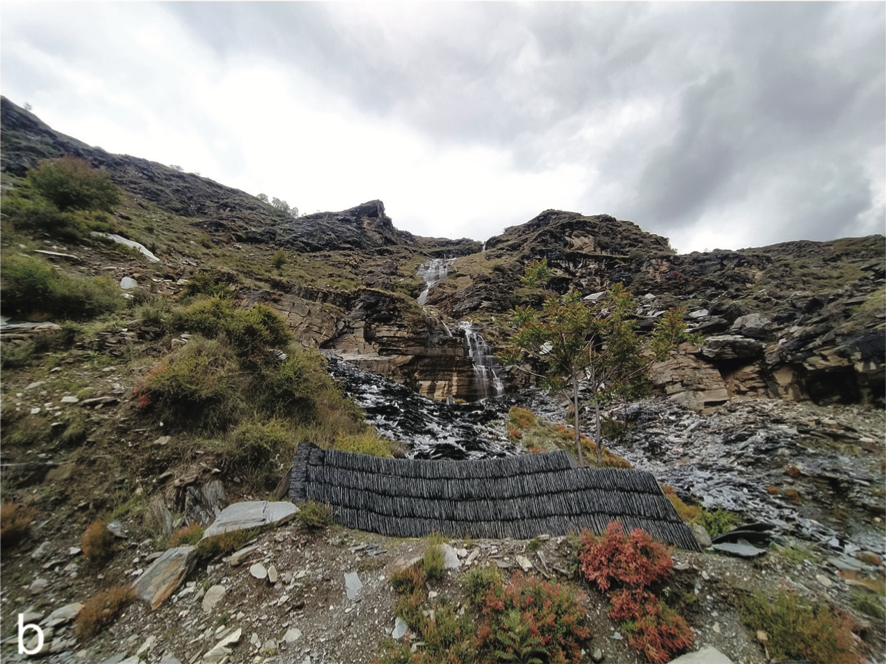
Habitat von Oligodon churahensis

Der bislang einzige Fundort von Oligodon churahensis befindet sich im Churah Valley im indischen Bundesstaat Himachal Pradesh. Dort lebte die Art sympatrisch mit anderen Reptilien, darunter Bogenfingergeckos der Art Cyrtodactylus chamba, Echsen der Gattung Laudakia, der Wolfszahnnatter Lycodon mackinnoni, der Himalaya-Halysotter (Gloydius himalayanus) und der Natternart Orthriophis hodgsoni.
Die Ausdehnung des Verbreitungsgebiets ist noch unbekannt. Der gesamte Himalaya gilt als Biodiversitäts-Hotspot. Die Herpetofauna des westlichen Himalaya ist im Vergleich zu der anderer indischer Regionen nur unzureichend erforscht, und in der Vergangenheit wurden die Artabgrenzungen überwiegend nach morphologischen Kriterien vorgenommen. Die Entdeckung einer neuen Schlangenart in dieser Region, die mithilfe molekulargenetischer Analysen identifiziert werden konnte, wurde daher nicht als überraschend angesehen.

## Lebensweise
Über die Lebensweise, Ernährung und Fortpflanzung dieser Art ist fast nichts bekannt. Die fehlenden Zähne auf Gaumen- und Flügelbein lassen darauf schließen, dass Oligodon churahensis sich wie mehrere andere Arten der Gattung von Eiern ernährt. Es liegen noch keine Erkenntnisse darüber vor, ob sie wie die Indische Eierschlange und die Afrikanischen Eierschlangen obligatorisch oviphag (eierfressend) ist.

## Taxonomie

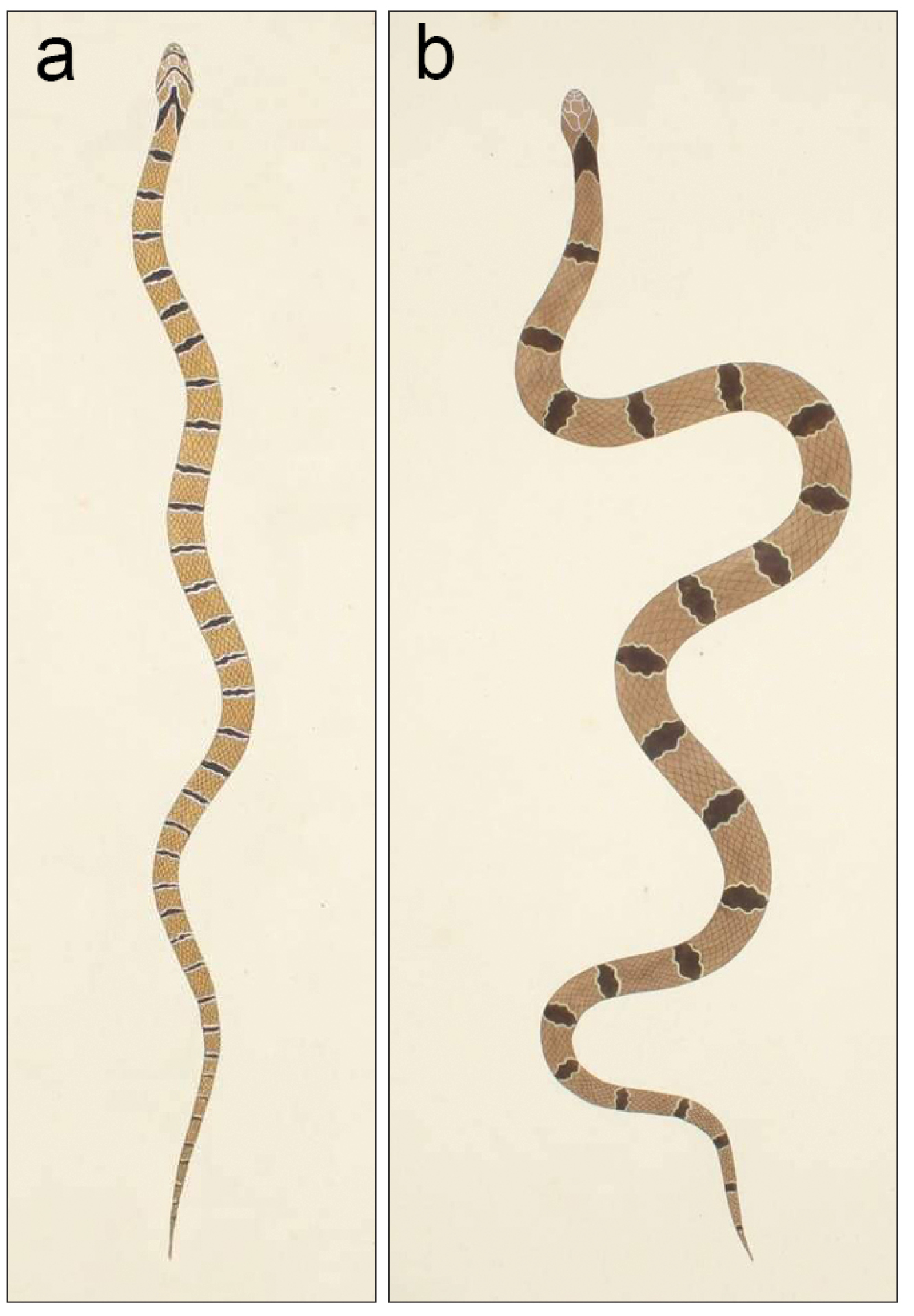
Ikonotypen, rechts Oligodon arnensis (Shaw, 1803) und links ihr Synonym Coluber russelius (Daudin, 1803), beide 1796 von Patrick Russell veröffentlicht

Die Natterngattung Oligodon Boie in Fitzinger, 1826 ist mit mehr als 80 Arten in ganz Asien verbreitet. Im 21. Jahrhundert hat die Zahl der Arten beträchtlich zugenommen, da eine Reihe neuer Arten beschrieben werden konnten. Die Abgrenzung der Arten voneinander wird dadurch erschwert, dass sie vielfach eine verborgene Lebensweise führen und keine oder nur geringe morphologische Unterschiede aufweisen. Darüber hinaus sind die bekannten Arten in den zoologischen Sammlungen nicht gut repräsentiert, und von vielen Arten fehlt genetisches Vergleichsmaterial, insbesondere von den Typenfundorten. Die nahe mit Oligodon churahensis verwandte Art Oligodon arnensis wurde 1802 von dem englischen Naturforscher George Shaw beschrieben, dem lediglich eine Bildtafel aus Patrick Russells 1796 veröffentlichten Werk über die Schlangen Indiens vorlag. Die Unübersichtlichkeit wird dadurch vergrößert, dass in der Vergangenheit immer wieder vermeintlich eigenständige Arten synonymisiert oder vermeintliche Synonyme wieder zu Arten erklärt wurden.
Die Erstbeschreibung von Oligodon churahensis erfolgte im Jahr 2021 durch die indischen Autoren Zeeshan A. Mirza, Virender Kumar Bhardwaj und Harshil Patel auf der Basis zweier Exemplare. Virender Bhardwaj, ein Student der Guru Nanak Dev University in Amritsar, Bundesstaat Punjab, hatte während der COVID-19-Pandemie im Frühjahr 2020 die Umgebung seiner Heimatstadt Chamba im Bundesstaat Himachal Pradesh erkundet. Dabei entstandene Fotos lud er auf dem sozialen Netzwerk Instagram hoch. Dort fiel den Herpetologen Mirza und Patel ein Bild einer Schlange mit Bänderzeichnung auf, die möglicherweise zu einer unbeschriebenen Art gehörte. Sie nahmen Kontakt zu Bhardwaj auf, der Ende Juni 2020 den Holotypus und den Paratypus fangen konnte.
Der Typenfundort liegt nahe dem Dorf Thanei Kothi im Churah-Tal, Distrikt Chamba im indischen Bundesstaat Himachal Pradesh (32° 50′ 7,7″ N, 76° 7′ 9,8″ O). Der Artzusatz churahensis ist vom Typenfundort abgeleitet.
Molekulargenetische und morphologische Ähnlichkeiten mit Oligodon arnensis unterstützen die Annahme, dass es sich bei Oligodon arnensis um einen Artenkomplex handelt, dem noch weitere Kryptospezies angehören.